# احمس-سات‌آمون
احمس-سات‌آمون (انگلیسی: Ahmose-Sitamun) یک شاهدخت در مصر باستان در دوران حکمرانی دودمان هجدهم مصر بود. سات‌آمون (sꜣt-jmn) دختر فرعون احمس یکم و خواهر آمنهوتپ یکم بود و القابی چون همسر خدا، دختر خدا و خواهر خدا داشت. شواهد تاریخی وجود او، یک سنگ یادبود است که رویش نوشته شده «دختر پادشاه سات‌آمون» و سنگ یادبود دیگری که با اشاره به او نوشته دختر پادشاه و همسر خدا. یک مجسمهٔ سنگ آهکی کوچک از او هم در کرنک یافت شد.

## مرگ
مقبرهٔ «سات‌آمون» هنوز شناسایی نشده است. مومیایی او در شواهد ثانویه (غیر از مقبره اصلی‌اش) یافت شده است.

### تابوت سیت‌آمون
طول تابوت سیت‌آمون ۱٫۲۸ متر است.

### مومیایی - قاهره، سی‌جی ۶۱۰۶۰
مومیایی سات‌آمون از طریق نوشته‌هایی که بر روی پارچه‌های پیچیده شده به دور آن وجود داشت، شناسایی شد. این مومیایی در مخفیگاه دیر البحری کشف شده و امروزه در موزه مصر در قاهره نگهداری می‌شود. ظاهراً «ماسپرو» (Maspero) به اشتباه این زن بالغ را به عنوان یک کودک شناسایی کرده، چرا که جمجمه و برخی از استخوان‌های او در یک تابوت مخصوص کودک قرار داشتند.